# Distanciamento emocional

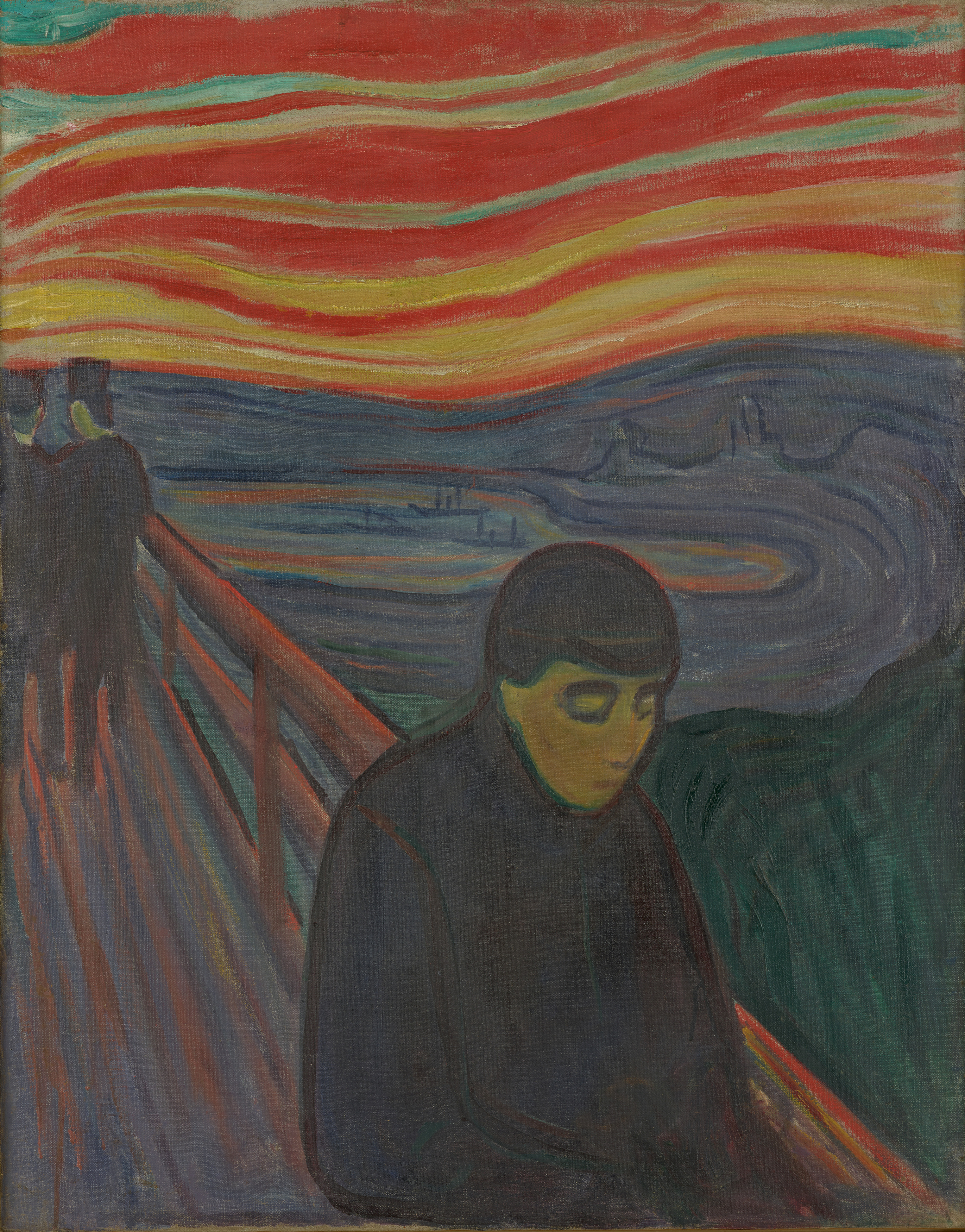
Desespero por Edvard Munch (1894) captura o distanciamento emocional observado no Transtorno de Personalidade Borderline.

Em Psicologia, o distanciamento emocional, também conhecido como embotamento emocional, é uma condição ou estado em que a pessoa não possui conexão emocional com os outros, seja por circunstância indesejada ou como meio positivo de lidar com a ansiedade. Essa estratégia de enfrentamento, também denominada enfrentamento focado na emoção, é utilizada para evitar situações que possam desencadear ansiedade. Refere-se à evasão das conexões emocionais. O distanciamento emocional pode ser uma reação temporária a uma situação estressante ou uma condição crônica, como o transtorno de despersonalização-desrealização. Também pode ser causado por determinados antidepressivos. O embotamento emocional, também denominado redução da exibição afetiva, é um dos sintomas negativos da esquizofrenia.

## Sinais e sintomas
O distanciamento emocional pode não ser tão óbvio externamente quanto outros sintomas psiquiátricos. Pacientes diagnosticados com distanciamento emocional apresentam capacidade reduzida de expressar emoções, de sentir empatia pelos outros ou de formar ligações emocionais intensas. Esses pacientes apresentam risco aumentado para diversos transtornos de ansiedade e de estresse. Isso pode dificultar a criação e manutenção de relações pessoais. A pessoa pode se distrair e parecer absorta ou "não totalmente presente", ou pode estar presente de forma completa, mas exibir comportamento puramente intelectual quando se esperaria uma reação emocional. Pode ter dificuldade em ser um membro afetuoso da família ou evitar atividades, locais e pessoas associadas a traumas passados. Sua dissociação pode ocasionar falta de atenção, problemas de memória e, em casos extremos, amnésia. Em alguns casos, há dificuldade extrema em oferecer ou receber empatia, podendo estar relacionada ao espectro do transtorno de personalidade narcisista. Além disso, o embotamento emocional está negativamente correlacionado com a qualidade da remissão, sendo os sintomas negativos muito menos propensos a desaparecer durante sua ocorrência.
Em estudo com crianças de 4 a 12 anos, traços de agressão e de comportamentos antissociais foram correlacionados com o distanciamento emocional. Os pesquisadores concluíram que esses podem ser sinais precoces de distanciamento emocional, sugerindo que pais e clínicos avaliem crianças com tais traços para prevenir problemas comportamentais maiores no futuro.
Foi encontrada uma correlação de maior embotamento emocional entre pacientes tratados para depressão que obtiveram pontuações mais altas na Escala Hospitalar de Ansiedade e Depressão (HADS) e que eram do sexo masculino (embora a diferença seja pequena).
O distanciamento emocional, em pequenas doses, é normal. Por exemplo, ser capaz de se desligar emocional e psicologicamente do trabalho quando fora do ambiente laboral é um comportamento comum. Torna-se um problema quando prejudica a capacidade de funcionamento diário.

## Escalas
Embora algumas escalas de gravidade da depressão forneçam insights sobre os níveis de embotamento emocional, muitos sintomas não são adequadamente abordados. Uma tentativa de resolver essa questão é o Questionário de Depressão Oxford (ODQ), uma escala desenvolvida especificamente para a avaliação completa dos sintomas de embotamento emocional. O ODQ é destinado a pacientes com Transtorno Depressivo Maior (TDM) para avaliar os níveis individuais de embotamento emocional.
Outra escala, conhecida como o Questionário Oxford sobre os Efeitos Colaterais Emocionais dos Antidepressivos (OQESA), foi desenvolvida utilizando métodos qualitativos.

## Causas
O distanciamento e o embotamento emocional têm múltiplas causas, que podem variar de pessoa para pessoa. Frequentemente surgem devido a experiências adversas na infância, como abuso físico, sexual ou emocional. O distanciamento emocional é um mecanismo de enfrentamento mal adaptativo ao trauma, especialmente em crianças que ainda não desenvolveram mecanismos de enfrentamento. Também pode decorrer de trauma psicológico na idade adulta, como abuso ou experiências traumáticas (guerra, acidentes automobilísticos etc.).
O embotamento emocional é frequentemente causado por antidepressivos, em especial por inibidores seletivos da recaptação de serotonina (ISRS) utilizados no TDM e como tratamento complementar em outros transtornos psiquiátricos. Indivíduos com TDM geralmente experimentam embotamento emocional. O embotamento é um sintoma do TDM, pois a depressão está negativamente correlacionada com as experiências emocionais (positivas e negativas).
A esquizofrenia frequentemente ocorre com sintomas negativos, sinais extrapiramidais (SEP) e depressão. Esta última sobrepõe-se ao embotamento emocional, constituindo parte central dos efeitos observados. Em geral, a esquizofrenia causa anormalidades na compreensão emocional, consideradas clinicamente como sintoma de embotamento. Indivíduos com esquizofrenia apresentam menos experiências e expressões emocionais, e têm dificuldade em reconhecer as emoções alheias.
As alterações na atividade fronto-límbica, associadas à depressão decorrente de um AVC no gânglio da base do hemisfério esquerdo (AVC GBE), podem contribuir para o embotamento. Os AVCs GBE estão associados à depressão e frequentemente são causados por transtornos dos gânglios da base (GB), os quais alteram a percepção e as experiências emocionais do paciente.
Em muitos casos, pessoas com transtornos alimentares (TA) apresentam sinais de distanciamento emocional. Isso ocorre porque as circunstâncias que levam a um TA são as mesmas que conduzem ao distanciamento emocional; por exemplo, experiências de abuso na infância. Os TA são mecanismos de enfrentamento mal adaptativos e, para lidar com seus efeitos, as pessoas podem recorrer ao distanciamento emocional.
O luto ou a perda de um ente querido também pode causar distanciamento emocional.
Infelizmente, a prevalência do embotamento emocional não é completamente conhecida.

## Mecanismo comportamental
O distanciamento emocional é um mecanismo de enfrentamento manipulativo que permite reagir de forma calma a circunstâncias intensamente emocionais. Nesse sentido, é uma decisão de evitar se envolver em conexões emocionais, e não uma incapacidade, possibilitando que a pessoa mantenha seus limites e evite impactos indesejados decorrentes de demandas emocionais. Trata-se de uma atitude mental deliberada que impede o envolvimento com as emoções alheias.
Esse distanciamento não significa necessariamente evitar a empatia; ao contrário, permite escolher racionalmente se não se quer ser dominado ou manipulado por tais sentimentos. Exemplos positivos incluem a gestão de limites emocionais, onde se evita um envolvimento excessivo com pessoas que demandam demasiada emoção, como colegas difíceis ou parentes, ou ainda, como auxílio para ajudar os outros.
O distanciamento também pode se manifestar como "entorpecimento emocional", ou, equivalentemente, embotamento emocional, isto é, dissociação, despersonalização ou, em sua forma crônica, transtorno de despersonalização-desrealização. Esse tipo de entorpecimento é uma desconexão da emoção e costuma ser usado como estratégia de sobrevivência em eventos traumáticos na infância, como abuso ou negligência severa. Com o uso contínuo, pode tornar-se uma resposta aos estresses cotidianos.
O distanciamento emocional pode permitir atos de extrema crueldade e abuso, fundamentados na decisão de não estabelecer conexão empática com o outro. O ostracismo social, como a rejeição e a alienação parental, exemplifica como a exclusão deliberada de uma pessoa pode ocasionar trauma psicológico para quem é excluído.